# Philipp Karl Albrecht
Philipp Karl Albrecht (ur. 28 marca 1857 w Gdańsku, zm. po 1912) – kupiec gdański, amerykański urzędnik konsularny.

## Życiorys
Pochodził z miejscowej rodziny kupieckiej, syn Philipp Albrechta (1824–1884) i Marii Baum (1831–1907). Uczęszczał do średniej realnej szkoły św. Jana (Realgymnasium zu St. Johann) w Gdańsku (1867–1874). Prowadził firmę zajmującą się handlem i eksportem drewna „Philipp J. Albrecht und Co” przy Jopengasse 2 (obecnie ul. Piwna). Pełnił funkcję agenta konsularnego USA w Gdańsku (1889-1902), będącej odpowiednikiem obecnego konsula honorowego. Był członkiem Rady Miejskiej (1908-1912).